# Porphyrinia intermedia
Porphyrinia intermedia är en fjärilsart som beskrevs av Rothschild 1920. Porphyrinia intermedia ingår i släktet Porphyrinia och familjen nattflyn. Inga underarter finns listade i Catalogue of Life.